# Holmelgonia projecta
Holmelgonia projecta là một loài nhện trong họ Linyphiidae.
Loài này thuộc chi Holmelgonia. Holmelgonia projecta được miêu tả năm 1986 bởi Rudy Jocqué & Scharff.